# Stadtbrücke (Görlitz)
Die Papst-Johannes-Paul-II.-Brücke, auch Stadtbrücke genannt, ist die einzige innerstädtische Brücke für den PKW- und Busverkehr über die Lausitzer Neiße und zugleich Grenzübergang zwischen dem deutschen Görlitz und der polnischen Nachbarstadt Zgorzelec. Die Brücke verbindet die Görlitzer Innenstadt am Stadtpark mit dem Gründerzeitviertel von Zgorzelec. Der Straßenverlauf quert etwa an dieser Stelle den 15. Längengrad.

## Geschichte

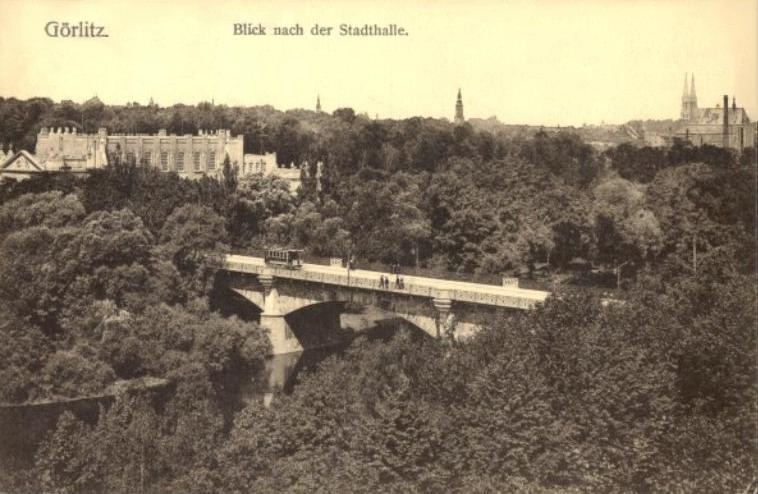
Eine Straßenbahn quert die Reichenberger Brücke (ca. 1915)

Die Brücke wurde 1875 als Steinbogenbrücke unter dem Namen Reichenberger Brücke an einer ehemaligen Furt durch die Neiße eröffnet. Sie war damals neben der Altstadtbrücke die einzige Neißequerung in der Stadt. Die Reichenberger Brücke sollte die Altstadtbrücke vom zunehmenden Verkehr entlasten und die Entwicklung der Oststadt fördern. Seit Dezember 1897 kreuzte zusätzlich die Görlitzer Straßenbahn auf ihrer Fahrt vom Kreisbahnhof an der Rauschwalder Straße bis zum Gasthof Stadt Prag in der Oststadt die Brücke. Weitere drei Jahre später verkehrte die Straßenbahn weiter bis in die noch eigenständige Ortschaft Moys.
Im Jahr 1906 begannen am westlichen Brückenkopf die Bauarbeiten an der Stadthalle, die 1910 fertiggestellt wurde. Um die Jahrhundertwende entstand am östlichen Brückenkopf ein ausgedehntes Gründerzeitviertel sowie zahlreiche öffentliche Gebäude, wie die Gemeindeschule VIII (1894), die Baugewerke- und Maschinenbauschule (1898) und die Oberlausitzer Ruhmeshalle (1902) am Friedrichsplatz. 1926 entstand das Elektrizitätswerk nördlich der Brücke.
Auch die Militärpräsenz stieg nach der Errichtung der Neuen Kaserne im Jahr 1890 und in den 1930er Jahren mit der Kleist-Kaserne sowie der Winterfeldt-Kaserne. Nach dem Neubau der Altstadtbrücke als Fachwerkbrücke blieben beide Brücken bis zum Ende des Zweiten Weltkriegs die einzigen Neißebrücken für den Straßenverkehr.
Am Abend des 7. Mai 1945 wurden alle Neißebrücken in Görlitz von der Wehrmacht gesprengt. Somit waren zunächst die Verbindungen zwischen den östlichen Stadtteilen und der westlichen Kernstadt abgebrochen. Die am 8. Mai 1945 einrückende Rote Armee errichtete an Stelle der Reichenberger Brücke zunächst eine provisorische Behelfsbrücke aus Holz. Von der einstigen Steinbogenbrücke blieben lediglich die Pfeiler erhalten.
Die Lausitzer Neiße trennt seit dem Ende des Krieges gemäß der Oder-Neiße-Grenze, die beim Potsdamer Abkommen von den Siegermächten beschlossen wurde, die Stadt Görlitz in einen deutschen West- und einen polnischen Ostteil auf. Der Ostteil der Stadt entwickelte sich nach 1945 als eigenständige polnische Stadt Zgorzelec fort.

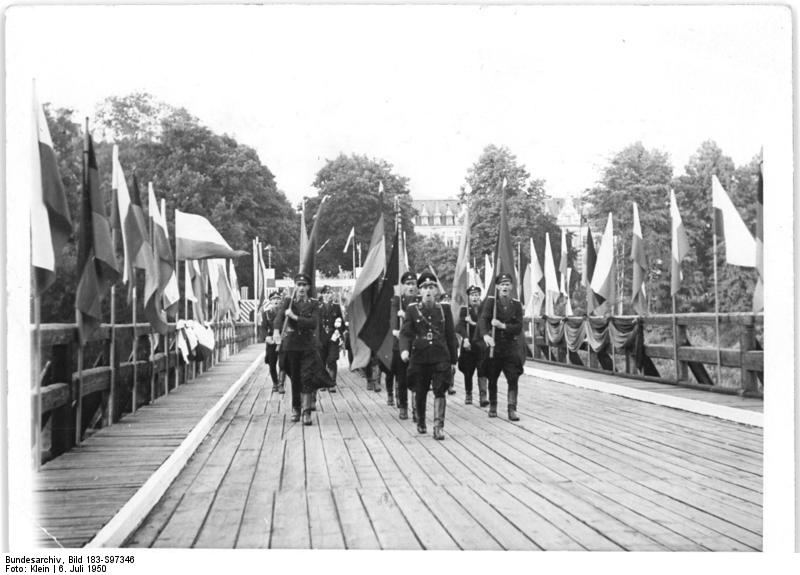
Eine Delegation deutscher Werktätiger, angeführt von der Volkspolizei, begibt sich über die Brücke nach Zgorzelec, um der Unterzeichnung des Görlitzer Abkommens beizuwohnen

Die provisorische Brücke wurde in der folgenden Zeit hauptsächlich von der Roten Armee und den deutschen Flüchtlingen aus den nun polnischen Gebieten östlich von Oder und Neiße genutzt. Am 6. Juli 1950 überquerte die Delegation der Deutschen Demokratischen Republik unter Führung des Ministerpräsidenten Otto Grotewohl die Behelfsbrücke zur Unterzeichnung des Görlitzer Abkommens in der einstigen Oberlausitzer Ruhmeshalle. Die Brücke trug seit dem Abkommen über die Oder-Neiße-Friedensgrenze den Namen Brücke der Freundschaft.
Erst am 1. Oktober 1958 erklärten beide Nachbarstaaten die Brücke zum offiziellen Grenzübergang. Für den Grenzübertritt wurde jedoch ein Visum benötigt. Im Jahr 1971 beschlossen die DDR und die Volksrepublik Polen den visafreien Reiseverkehr zwischen beiden Staaten, der am 1. Januar 1972 in Kraft trat. Der visafreie Reiseverkehr wurde nach den Unruhen der Solidarność-Bewegung in Danzig bereits am 30. Oktober 1980 wieder aufgehoben. Nach der politischen Wende in der DDR und dem Mauerfall erleichterten sich auch die Bedingungen für Reisen nach Polen, jedoch benötigte man immer noch ein Visum. Der visafreie Reiseverkehr zwischen Polen und der Bundesrepublik wurde am 8. April 1991 eingeführt.
Der Verkehr nahm nach der Wiedervereinigung Deutschlands stark zu, da die Brücke der einzige Straßenverkehrsgrenzübergang zwischen Zittau im Süden und Podrosche im Norden war. Erst 1996 wurde der innerstädtische Grenzübergang durch die Eröffnung des Autobahngrenzübergangs Ludwigsdorf/Jędrzychowice der Bundesautobahn 4 im Norden entlastet. Vor allem der Lastverkehr und die langen Rückstaus am Grenzübergang belasteten die Innenstadt stark.

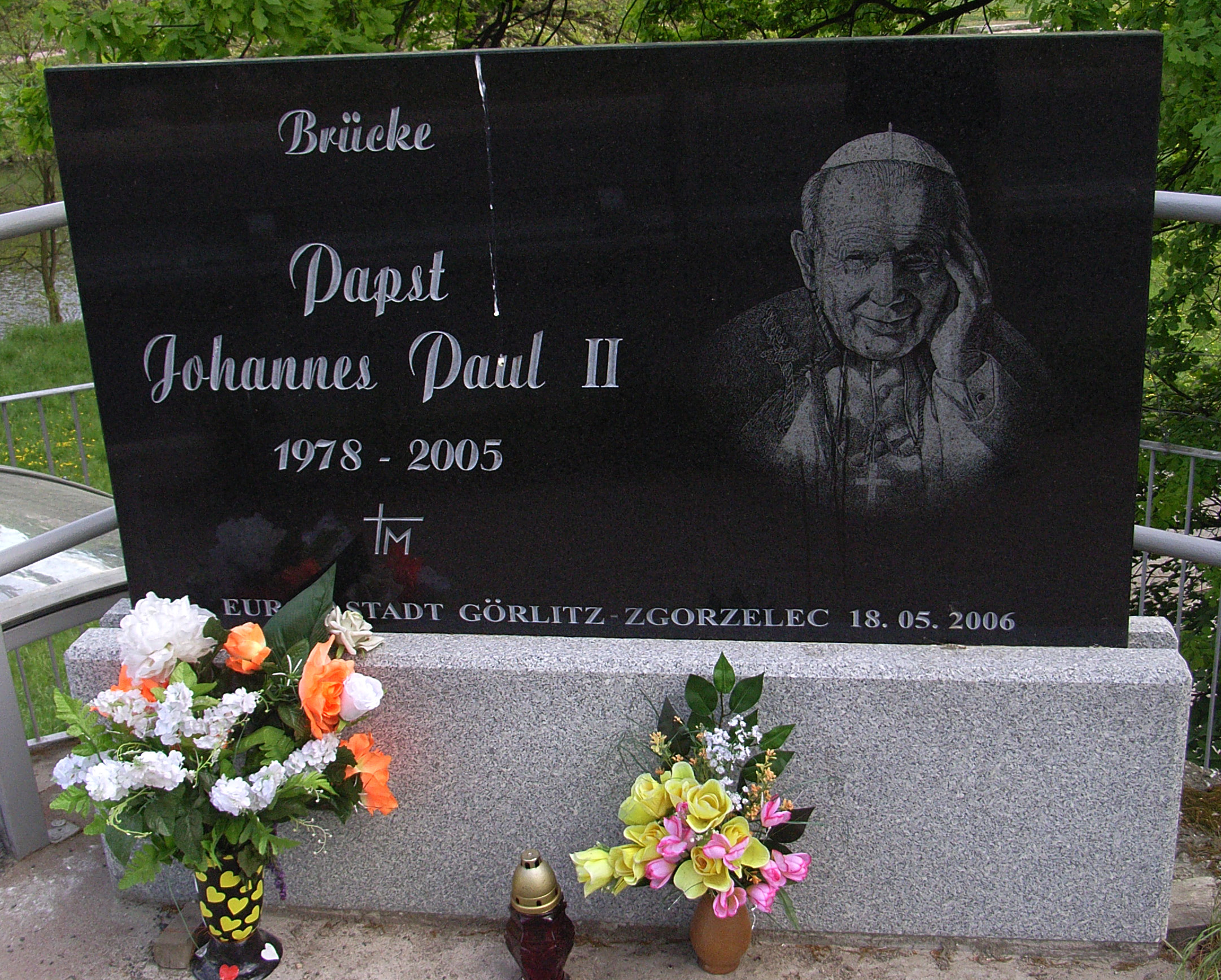
Gedenktafel für Johannes Paul II. auf deutscher Seite

Im Jahr 2006 wurde die Brücke saniert und erhielt am 18. Mai 2006 den offiziellen Namen Papst-Johannes-Paul-II.-Brücke verliehen. An beiden Brückenköpfen befindet sich am Bürgersteig eine Tafel im Gedenken an den Papst. Mit dem Beitritt Polens zum Schengen-Abkommen entfallen seit dem 21. Dezember 2007 die stationären Grenzkontrollen. Bereits drei Jahre davor wurden mit dem EU-Beitritt die Zollkontrollen eingestellt.